# هازجة كيب ماي
هازجة كيب ماي (باللاتينية: Setophaga tigrina) طائر من فصيلة هوازج العالم الجديد ويتبع لجنس سيتوفاغا.